# Steve Bond
Shlomo Goldberg, bardziej znany jako Steve Bond (ur. 22 kwietnia 1953 w Hajfie) – izraelski aktor filmowy i telewizyjny, model.

## Życiorys

### Wczesne lata
Urodził się w Hajfie, jako syn Węgra i Rumunki, którzy wyemigrowali do Izraela. W 1966 r., kiedy jego rodzice rozwiedli się, chłopak przeniósł się do Los Angeles razem z matką Evą. Jego starszy brat, Andy, zatrzymał się w Hajfie z ich ojcem, Micą, stewardem statku.

### Kariera
Mając 15 lat zadebiutował na ekranie w nakręconym w Brazylii filmie Tarzan i chłopiec (Tarzan and the Jungle Boy, 1968). Rok później znalazł się w obsadzie dramatu Elii Kazana Układ (The Arrangement, 1969) u boku Kirka Douglasa, Faye Dunaway i Deborah Kerr.
Zdecydował się jednak porzucić aktorstwo na rzecz rodeo, który zrobił profesjonalnie w Little Britches Rodeo. W wieku 17 lat przeżył wypadek.
Powrócił do aktorstwa i ukazał się w różnych filmach i serialach, m.in. McCloud i Incredible Hulk. W latach 80. XX wieku dorabiał jako tancerz Chippendales i model. W październiku 1975 i sierpniu 1983 jego zdjęcia ukazały się w magazynie „Playgirl”.
Wystąpił w roli Jimmy’ego Lee Holta w operze mydlanej stacji ABC Szpital miejski (General Hospital, 1983-87). Po gościnnym udziale w serialu ABC Matlock (1987) i sitcomie Pełna chata (Full House, 1989), grał postać Macka Blake’a w operze mydlanej stacji NBC Santa Barbara (1989-90).

## Życie prywatne
W listopadzie 1982 poślubił modelkę Cindy Cox. Mają dwoje dzieci - córkę Ashlee i syna Dylana.
Choć urodził się w żydowskiej rodzinie, później przyjął chrześcijaństwo, opisując siebie jako „chrześcijańskiego Żyda”.